# 6ª Armata combinata
La 6ª Armata combinata (in russo 6-я общевойсковая армия?, 6-ja obščevojskovaja armija, unità militare 31807) è una formazione delle Forze terrestri russe, facente parte del Distretto militare di Leningrado e con sede ad Agalatovo nell'oblast' di Leningrado.
È stata inizialmente costituita come 6ª Armata dell'Armata Rossa nel 1939 e ha preso parte alla seconda guerra mondiale, venendo distrutta e ricostituita due volte nel corso del conflitto.

## Storia

### Prima formazione
L'armata venne formata per la prima volta il 28 settembre 1939 a partire da un raggruppamento di unità, dell'entità di un corpo d'armata, che aveva preso parte all'invasione sovietica della Polonia operando in direzione di Leopoli. Allo scoppio dell'Operazione Barbarossa la 6ª Armata, come parte del Fronte Sud-occidentale, si trovava schierata lungo la linea Kristinopil'-Grabowiec. Comprendeva le seguenti unità: 6º e 37º Corpo fucilieri, 4º e 15º Corpo meccanizzato, 5º Corpo di cavalleria, 4ª e 6ª Regione fortificata e diversi reparti di artiglieria e supporto. Durante la battaglia di Uman' è stata circondata dalle truppe tedesche a sud di Kiev. Il comandante fu catturato, molti ufficiali rimasero uccisi e il 10 agosto l'armata è stata sciolta.

### Seconda formazione
Immediatamente ricostituita come parte del Fronte Meridionale, è stata impiegata nella difesa della sponda destra del Dnepr a nordovest di Dnipropetrovs'k. Consisteva nella 103ª, 169ª, 226ª, 230ª, 255ª, 273ª e 275ª Divisione fucilieri, 26ª e 28ª Divisione di cavalleria, 8ª Divisione corazzata, 47º Reggimento NKVD, 269º, 274º e 394º Reggimento artiglieria, 522º Reggimento artiglieria pesante, 671º Reggimento artiglieria della riserva, 14º e 27º Reggimento artiglieria contraerea. Nei mesi successivi ha preso parte ai combattimenti nella regione del Donbass, in particolare durante la seconda battaglia di Char'kov, venendo nuovamente circondata nella sacca di Izjum e quindi nuovamente sciolta il 10 giugno 1942 dopo la perdita di oltre 200.000 uomini, fra cui il comandante ucciso in azione il 27 maggio.

### Terza formazione
Il 7 luglio 1942 l'armata è stata nuovamente riformata nella riserva del comando supremo, comprendendo la 45ª, 99ª, 141ª, 160ª, 174ª, 212ª, 219ª e 309ª Divisione fucilieri. Nel gennaio 1943, durante l'Operazione Piccolo Saturno, ha sfondato le difese degli Alpini italiani sul fiume Don. Nei mesi seguenti ha partecipato alla terza battaglia di Char'kov e all'offensiva del Donbass, arrivando nel settembre 1943 ad attraversare il Dnepr a sud di Dnipropetrovs'k. In questo periodo consisteva nel 4º e 26º Corpo fucilieri delle guardie e nel 33º Corpo fucilieri. Nella prima metà del 1944 ha preso parte all'offensiva di Nikopol-Krivoj Rog e all'offensiva di Odessa. A giugno le unità subordinate sono state trasferite altrove e l'armata è tornata nella riserva. A dicembre è stata riattivata, includendo il 22º e 74º Corpo fucilieri, la 359ª Divisione fucilieri e la 77ª Regione fortificata, oltre a elementi di supporto. Nel 1945 è stata impiegata nell'offensive della Slesia. Da febbraio a maggio ha assediato la città di Breslavia, terminando la guerra con la conquista della città ridotta in rovina. L'armata è stata sciolta definitivamente nel marzo 1947.

### Quarta formazione
Il 2 aprile 1952 la 6ª Armata è stata ricostituita, a partire dal 31º Corpo fucilieri, presso la città di Murmansk, comprendendo la 45ª, 67ª, 341ª e 367ª Divisione fucilieri. Nel 1960 il quartier generale venne trasferito a Petrozavodsk. Il 15 gennaio 1974 l'arnata è stata insignita dell'Ordine della Bandiera rossa. In seguito al crollo dell'Unione Sovietica e alla conseguente applicazione del Trattato sulle forze armate convenzionali in Europa l'armata venne sciolta nell'agosto del 1998.

### Quinta formazione
Il 9 agosto 2010, con la creazione del Distretto militare occidentale nell'ambito della riforma delle Forze armate russe, è stata ricreata come 6ª Armata combinata. A partire dal 2022 ha preso parte all'invasione russa dell'Ucraina, venendo impiegata in direzione di Charkiv e subendo gravi perdite nel tentativo di occupare la città. A causa del fallimento dell'offensiva alla fine di marzo il comandante dell'armata, tenente generale Vladislav Eršov, è stato rimosso dall'incarico e posto agli arresti domiciliari. Nel corso del 2023 le unità dell'armata hanno operato principalmente lungo la linea Svatove-Kreminna nella regione di Luhans'k, perdendo negli scontri il capo del supporto tecnico corazzato, tenente colonnello Vasilij Arkatov, a novembre.

## Ordine di battaglia
Nel 2024 la 6ª Armata combinata comprende le seguenti unità:
- 68ª Divisione fucilieri motorizzata delle guardie "Sebastopoli-Fucilieri Lettoni" (unità militare 29760)
  - 121º Reggimento fucilieri motorizzato (unità militare 50183)
  - 122º Reggimento fucilieri motorizzato (unità militare 50333)
  - 82º Reggimento artiglieria semovente
- 69ª Divisione fucilieri motorizzata delle guardie "Krasnoselo" (unità militare 02511)
  - 82º Reggimento fucilieri motorizzato delle guardie (unità militare 52033)
  - 83º Reggimento fucilieri motorizzato (unità militare 52034)
  - 15º Reggimento corazzato (unità militare 52055)
  - 60º Reggimento artiglieria semovente (unità militare 52056)
- 9ª Brigata artiglieria delle guardie "Kielce-Berlino" (unità militare 02561)
- 5ª Brigata missilistica contraerea (unità militare 74429)
- 26ª Brigata missilistica "Neman" (unità militare 54006)
- 95ª Brigata comando "50º Anniversario dell'URSS" (unità militare 13821)
- 51ª Brigata logistica (unità militare 72152)
- 6º Reggimento difesa NBC (unità militare 12086)
- 30º Reggimento genio delle guardie (unità militare 31810)[4]
- 49º Battaglione guerra elettronica
- 65º Battaglione manutenzione (unità militare 21980)
- 232º Battaglione comunicazioni
- 15ª Compagnia specnaz
- 132º Centro di comando intelligence (unità militare 23305)

## Comandanti
- Tenente generale Filipp Golikov (settembre 1939 - luglio 1940)
- Tenente generale Ivan Muzyčenko (luglio 1940 - agosto 1941) POW
- Tenente generale Rodion Malinovskij (agosto 1941 - dicembre 1941)
- Maggior generale Kirill Moskalenko (dicembre 1941 - gennaio 1942) ad interim
- Tenente generale Avksentij Gorodnjanskij (gennaio 1942 - maggio 1942) †
- Tenente generale Fёdor Charitonov (luglio 1942 - maggio 1943)
- Tenente generale Ivan Šlёmin (maggio 1943 - maggio 1944)
- Maggior generale Fёdor Kulišev (maggio 1944 - dicembre 1944)
- Tenente generale Vladimir Gluzdovskij (dicembre 1944 - settembre 1945)
- Tenente generale Pёtr Koševoj (1946 - marzo 1947)[5]
- Colonnello generale Vladimir Kolpakči (aprile 1952 - maggio 1954)
- Colonnello generale Andrej Stučenko (giugno 1954 - novembre 1955)
- Tenente generale David Barinov (novembre 1955 - giugno 1958)
- Tenente generale Oleg Losik (giugno 1958 - giugno 1964)
- Tenente generale Viktor Kulikov (giugno 1964 - maggio 1967)
- Tenente generale Ivan Bachmet'ev (maggio 1967 - maggio 1970)
- Tenente generale Ivan Vološin (maggio 1970 - aprile 1974)
- Tenente generale Oleg Kulišev (aprile 1974 - giugno 1975)
- Tenente generale Veniamin Dёmin (giugno 1975 - febbraio 1978)
- Tenente generale Grač Andresjan (febbraio 1978 - 1981)
- Tenente generale Valerij Mironov (1986 - maggio 1988)
- Maggior generale Leonid Kovalёv (maggio 1988 - ottobre 1989)
- Tenente generale Georgij Špak (ottobre 1989 - ottobre 1991)
- Tenente generale Jurij Jakubov (ottobre 1991 - giugno 1994)
- Tenente generale Vladimir Boldyrev (giugno 1994 - settembre 1996)
- Tenente generale Vjačeslav Sucharev (settembre 1996 - agosto 1998)
- Tenente generale Evgenij Ustinov (gennaio 2011 - aprile 2013)
- Tenente generale Sergej Kuralenko (maggio 2013 - dicembre 2015)
- Tenente generale Andrej Kuz'menko (febbraio 2016 - febbraio 2019)
- Tenente generale Vladislav Eršov (febbraio 2019 - marzo 2022)
- Tenente generale Aleksandr Perjazev (agosto 2023 - in carica)